# Surender Bhutani
Surender Bhutani (ur. 1943) – indyjski poeta, tworzący w języku urdu.
Bhutani zaczął pisać poezję będąc młodzieńcem. Jego przydomkiem literackim jest Zahid, co oznacza samotnika, pustelnika. Wydał dotąd pięć tomików poezji w języku urdu oraz dwa tomiki poezji w Polsce. Wiele jego wierszy ukazywało się w magazynach literackich Indii i Pakistanu. Życie i filozofia to główne pola jego zainteresowań i twórczości. Od czasu studiów, a następnie pracy akademickiej jako profesor arabistyki i studiów islamskich zafascynowany jest mistyką sufizmu i jej poetycką ekspresją – gazelami. Bhutani obecnie mieszka w Polsce.

## Twórczość
- Gazele (2005), z tekstu filologicznego poetycki przekład Janusz Krzyżowski.